# Азербайджанское беглярбекство
Азербайджанское беглярбекство (азерб. Azərbaycan bəylərbəyliyi) являлось административной единицой государства Сефевидов и государства Афшаров

## История
В период существования государства Сефевидов территория современного Азербайджана с точки зрения административно-территориального деления была разделена на беглярбекства: Азербайджанское беглярбекство (с центром в Тебризе и Ардебиле), Ширванское беглярбекство (14 санджаков), Карабахское беглярбекство (с центром в Гяндже); Чухур-саадское беглярбекство (с центром в Ереване). Нахичеванский округ, входивший в состав Азербайджанского беглярбекства в XVI веке, во второй половине XVI века-был присоединен к Чухур-саадскому беглярбекству.
В 1593 году было создано Азербайджанское беглярбекство с центром в Ардебиле, на территории между реками Кызылузен и Кура. В состав беглярбекства вошли такие города, как Зенджан, Халхал, Ардебиль, Караджадаг, Ленкорань. Беглярбеком был назначен Зульфугар Хан Гараманлы. Численность его войск составляла 10 тысяч человек
В 1736 году нынешняя территория Ирана была вновь условно разделена Надир шахом Афшар на четыре беглярбекства: Азербайджанское беглярбекство, Персидское беглярбекство, Иракское беглярбекство и Восточно-Хорасанское беглярбекство. По площади территории самым крупным из них являлось Азербайджанское беглярбекство (Грузия, Северный Кавказ, Дагестан, Северный Азербайджан, Южный Азербайджан и значительная часть современного Ирана). Беглярбеком был назначен сперва брат Надир шаха - Ибрагим хан, а затем и его двоюродный брат - Амираслан хан.